# Taking My Love Back
Taking My Love Back is een nummer van de Nederlandse indierockband Rondé uit 2024.
Met dit nummer gaat Rondé wederom meer de rockkant op, wat ze een jaar eerder ook deden met Break My Heart. Taking My Love Back gaat over de nasleep van een verbroken relatie en de liefde waar de liedverteller op dat moment toch weer naar verlangt. Frontvrouw Rikki Borgelt zei over het nummer: "Het nummer gaat over het stoppen van te veel geven en over het terugnemen wat van jou is. Je eigen energie bij je houden of toe-eigenen wanneer je je realiseert dat je zelf leegloopt zonder dat je er energie van krijgt". Het nummer werd een radiohit in Nederland en bereikte de eerste positie in de Tipparade.

## Tracklijst
Muziekdownload
1. Taking My Love Back - 2:21